# Veit Helmer
Veit Helmer (hannover, 24 d'abril de 1968) és un director de cinema i guionista alemany. Va començar a rodar pel·lícules als catorze anys. Després d'acabar l'escola, va ser aprenent a la cadena de televisió alemanya NDR. Dos mesos abans de la caiguda del mur, es va traslladar a Berlín Est per estudiar direcció de teatre a la famosa escola de teatre "Ernst Busch". De 1991 a 1997 Helmer va estudiar direcció de cinema a HFF Munich. El seu primer llargmetratge Tuvalu (protagonitzat per Denis Lavant i Chulpan Khamatova) va guanyar més de 32 premis. La seva pel·lícula de 2008 Absurdistan es va estrenar al Festival de Cinema de Sundance i va entrar al 30è Festival Internacional de Cinema de Moscou.

## Filmografia selecta
| Any  | Títol                         | Paper                | Notes |
| ---- | ----------------------------- | -------------------- | ----- |
| 2023 | Gondola                       | Director & guionista |       |
| 2018 | The Bra                       | Director & guionista |       |
| 2014 | Quatsch und die Nasenbärbande | Director & guionista |       |
| 2011 | Baikonur                      | Director & guionista |       |
| 2008 | Absurdistan                   | Director & guionista |       |
| 1999 | Tuvalu                        | Director & guionista |       |
| 1995 | Els germans Skladanowsky      | Guionista            |       |